# Босий керівник (фільм, 1971)
Босий керівник (англ. The Barefoot Executive) — пригодницький фільм студії Уолт Дісней, випущений Buena Vista Distribution в 1971 році. У кінострічці знялися Курт Рассел, Джо Флінн, Уоллі Кокс, Гізер Норт і Джон Ріттер (деб'ютував). У центрі сюжету — свійський шимпанзе на ім'я Раффлз, який може передбачати популярність телевізійних програм. Це була одна з "штукарських комедій" (орієнтована на дітей із додаванням «дорослого» гумору) Діснея доби 1960-70-х років. Картину часто показували в "Чудовому світі Діснея" з кінця 1970-х до 1980-х років.

## Ремейк
1995 року на замовлення каналу Disney режисеркою Сьюзен Зайдельман була знята стрічка-ремейк із Натаном Андерсоном, Террі Еванс і Крісом Елліотом у головних ролях.

## Цікаві факти
На сайті Rotten Tomatoes фільм має рейтинґ 83%, що базується на 6 оглядах.